# GP2 Asia Series v roce 2009–10
GP2 Asia Series v roce 2009–10 byla třetí sezónou závodní série GP2 Asia Series. Začala ve Spojených arabských emirátech konkrétně v Yas Marina dne 31. října a skončila v Manáma v Bahrajnu dne 14. března. V sezóně zvítězil italský závodník Davide Valsecchi před krajanem Luca Filippim.

## Složení týmů
| Tým                     | No. | Jezdec               | Závody |
| ----------------------- | --- | -------------------- | ------ |
| DAMS                    | 1   | Christian Vietoris   | Vše    |
| DAMS                    | 2   | Edoardo Piscopo      | Vše    |
| Piquet GP Rapax         | 3   | Vladimir Arabadžijev | Vše    |
| Piquet GP Rapax         | 4   | Daniel Zampieri      | 1–3    |
| Piquet GP Rapax         | 4   | Luiz Razia           | 4      |
| Barwa Addax Team        | 5   | Max Chilton          | 1, 3–4 |
| Barwa Addax Team        | 5   | Giedo van der Garde  | 2      |
| Barwa Addax Team        | 6   | Luiz Razia           | 1      |
| Barwa Addax Team        | 6   | Sergio Pérez         | 2–3    |
| Barwa Addax Team        | 6   | Rodolfo González     | 4      |
| ART Grand Prix          | 7   | Marcus Ericsson      | 1      |
| ART Grand Prix          | 7   | Jules Bianchi        | 2–4    |
| ART Grand Prix          | 8   | Sam Bird             | Vše    |
| Arden International     | 11  | Charles Pic          | Vše    |
| Arden International     | 12  | Rodolfo González     | 1      |
| Arden International     | 12  | Javier Villa         | 2–4    |
| Super Nova Racing       | 14  | James Jakes          | 1      |
| Super Nova Racing       | 14  | Marcus Ericsson      | 2      |
| Super Nova Racing       | 14  | Jake Rosenzweig      | 3–4    |
| Super Nova Racing       | 15  | Josef Král           | Vše    |
| iSport International    | 16  | Oliver Turvey        | Vše    |
| iSport International    | 17  | Davide Valsecchi     | Vše    |
| Trident Racing          | 18  | Johnny Cecotto Jr.   | 1      |
| Trident Racing          | 18  | Dani Clos            | 2, 4   |
| Trident Racing          | 18  | Adrian Zaugg         | 3      |
| Trident Racing          | 19  | Plamen Kralev        | Vše    |
| MalaysiaQi-Meritus.com  | 20  | Luca Filippi         | Vše    |
| MalaysiaQi-Meritus.com  | 21  | Diego Nunes          | 1      |
| MalaysiaQi-Meritus.com  | 21  | Alexander Rossi      | 2–4    |
| Ocean Racing Technology | 22  | Alexander Rossi      | 1      |
| Ocean Racing Technology | 22  | Max Chilton          | 2      |
| Ocean Racing Technology | 22  | Yelmer Buurman       | 3–4    |
| Ocean Racing Technology | 23  | Fabio Leimer         | Vše    |
| Scuderia Coloni         | 24  | Roldán Rodríguez     | 1      |
| Scuderia Coloni         | 24  | Alberto Valerio      | 2      |
| Scuderia Coloni         | 24  | Álvaro Parente       | 3–4    |
| Scuderia Coloni         | 25  | Will Bratt           | Vše    |
| DPR                     | 26  | Michael Herck        | Vše    |
| DPR                     | 27  | Giacomo Ricci        | Vše    |

## Kalendář
| Závod | Závod        | Lokace                            | Okruh                         | Datum        |
| ----- | ------------ | --------------------------------- | ----------------------------- | ------------ |
| 1     | Hlavní závod | Abú Zabí, Spojené arabské emiráty | Yas Marina Circuit            | 31. října    |
| 1     | Sprint       | Abú Zabí, Spojené arabské emiráty | Yas Marina Circuit            | 1. listopadu |
| 2     | Hlavní závod | Abú Zabí, Spojené arabské emiráty | Yas Marina Circuit            | 5. února     |
| 2     | Sprint       | Abú Zabí, Spojené arabské emiráty | Yas Marina Circuit            | 6. února     |
| 3     | Hlavní závod | Manáma, Bahrajn                   | Bahrain International Circuit | 26. února    |
| 3     | Sprint       | Manáma, Bahrajn                   | Bahrain International Circuit | 27. února    |
| 4     | Hlavní závod | Manáma, Bahrajn                   | Bahrain International Circuit | 13. března   |
| 4     | Sprint       | Manáma, Bahrajn                   | Bahrain International Circuit | 14. března   |

## Výsledky a pořadí
| Závod | Závod        | Okruh                         | Pole position    | Nejrychlejší kolo | Vítěz závodu       | Vítězný tým            | Výsledky |
| ----- | ------------ | ----------------------------- | ---------------- | ----------------- | ------------------ | ---------------------- | -------- |
| 1     | Hlavní závod | Yas Marina Circuit            | Davide Valsecchi | Davide Valsecchi  | Davide Valsecchi   | iSport International   | Výsledky |
| 1     | Sprint       | Yas Marina Circuit            |                  | Davide Valsecchi  | Christian Vietoris | DAMS                   | Výsledky |
| 2     | Hlavní závod | Yas Marina Circuit            | Charles Pic      | Davide Valsecchi  | Oliver Turvey      | iSport International   | Výsledky |
| 2     | Sprint       | Yas Marina Circuit            |                  | Davide Valsecchi  | Davide Valsecchi   | iSport International   | Výsledky |
| 3     | Hlavní závod | Bahrain International Circuit | Jules Bianchi    | Javier Villa      | Davide Valsecchi   | iSport International   | Výsledky |
| 3     | Sprint       | Bahrain International Circuit |                  | Giacomo Ricci     | Charles Pic        | Arden International    | Výsledky |
| 4     | Hlavní závod | Bahrain International Circuit | Luca Filippi     | Luca Filippi      | Luca Filippi       | MalaysiaQi-Meritus.com | Výsledky |
| 4     | Sprint       | Bahrain International Circuit |                  | Sam Bird          | Giacomo Ricci      | DPR                    | Výsledky |

### Pohár jezdců
| Poř. | Jezdec               | YMC1 | YMC1 | YMC2 | YMC2 | BHR1 | BHR1 | BHR2 | BHR2 | Body |
| ---- | -------------------- | ---- | ---- | ---- | ---- | ---- | ---- | ---- | ---- | ---- |
| 1    | Davide Valsecchi     | 1    | 2    | 2    | 1    | 1    | 20   | 2    | 4    | 56   |
| 2    | Luca Filippi         | 2    | 8    | 14†  | 17   | 2    | 18   | 1    | 8    | 29   |
| 3    | Giacomo Ricci        | Ret  | Ret  | 5    | 3    | 4    | 2    | 5    | 1    | 29   |
| 4    | Javier Villa         |      |      | 4    | 11   | 3    | 3    | 7    | 6    | 19   |
| 5    | Charles Pic          | Ret  | 15   | 10   | 8    | 5    | 1    | 3    | 19   | 18   |
| 6    | Oliver Turvey        | 8    | 4    | 1    | 5    | 9    | 6    | 9    | 11   | 17   |
| 7    | Sam Bird             | 18†  | 18   | Ret  | Ret  | 13   | 4    | 6    | 2    | 12   |
| 8    | Álvaro Parente       |      |      |      |      | 6    | Ret  | 4    | 3    | 12   |
| 9    | Alexander Rossi      | 4    | 5    | 6    | 9    | Ret  | Ret  | 11   | 5    | 12   |
| 10   | Christian Vietoris   | 6    | 1    | Ret  | 14   | 14   | 9    | Ret  | 14   | 9    |
| 11   | Josef Král           | 5    | 3    | 9    | Ret  | 21   | 11   | 16   | 10   | 8    |
| 12   | Jules Bianchi        |      |      | 3    | 7    | 10   | NC   | 10   | Ret  | 8    |
| 13   | Michael Herck        | 13   | 9    | 7    | 2    | 23   | 13   | 18   | Ret  | 7    |
| 14   | James Jakes          | 3    | 10   |      |      |      |      |      |      | 6    |
| 15   | Sergio Pérez         |      |      | 12   | 4    | 7    | 17   |      |      | 5    |
| 16   | Edoardo Piscopo      | 9    | 7    | Ret  | 16   | 15   | 5    | 8    | DNS  | 3    |
| 17   | Johnny Cecotto Jr.   | 7    | 6    |      |      |      |      |      |      | 3    |
| 18   | Max Chilton          | 16   | 17   | 8    | 6    | 18   | 12   | 19†  | 15   | 2    |
| 19   | Adrian Zaugg         |      |      |      |      | 8    | 19   |      |      | 1    |
| 20   | Vladimir Arabadžijev | Ret  | Ret  | 13   | 10   | 17   | 7    | 12   | 9    | 0    |
| 21   | Yelmer Buurman       |      |      |      |      | 12   | 10   | 13   | 7    | 0    |
| 22   | Daniel Zampieri      | 15   | Ret  | Ret  | 15   | 11   | 8    |      |      | 0    |
| 23   | Roldán Rodríguez     | 10   | 14   |      |      |      |      |      |      | 0    |
| 24   | Marcus Ericsson      | 11   | 12   | 17†  | 12   |      |      |      |      | 0    |
| 25   | Will Bratt           | 12   | Ret  | 11   | 21†  | 16   | Ret  | 15   | 16   | 0    |
| 26   | Luiz Razia           | Ret  | 11   |      |      |      |      | Ret  | 13   | 0    |
| 27   | Dani Clos            |      |      | Ret  | 13   |      |      | 14   | 12   | 0    |
| 28   | Diego Nunes          | Ret  | 13   |      |      |      |      |      |      | 0    |
| 29   | Rodolfo González     | 14   | 16   |      |      |      |      | Ret  | Ret  | 0    |
| 30   | Jake Rosenzweig      |      |      |      |      | 19   | 14   | 17   | 17   | 0    |
| 31   | Fabio Leimer         | 17   | Ret  | Ret  | Ret  | 20   | 15   | Ret  | DNS  | 0    |
| 32   | Alberto Valerio      |      |      | 15   | 18   |      |      |      |      | 0    |
| 33   | Plamen Kralev        | Ret  | Ret  | 16   | 20   | 22   | 16   | Ret  | 18   | 0    |
| 34   | Giedo van der Garde  |      |      | Ret  | 19   |      |      |      |      | 0    |
| Poř. | Jezdec               | YMC1 | YMC1 | YMC2 | YMC2 | BHR1 | BHR1 | BHR2 | BHR2 | Body |

| Legenda k tabulce | Legenda k tabulce                                                                       |
| Barva             | Výsledek                                                                                |
| ----------------- | --------------------------------------------------------------------------------------- |
| Zlatá             | Vítěz                                                                                   |
| Stříbrná          | 2. místo                                                                                |
| Bronzová          | 3. místo                                                                                |
| Zelená            | Bodované umístění                                                                       |
| Modrá             | Nebodované umístění                                                                     |
| Modrá             | Dokončil neklasifikován (NC)                                                            |
| Fialová           | Odstoupil (Ret)                                                                         |
| Červená           | Nekvalifikoval se (DNQ)                                                                 |
| Červená           | Nepředkvalifikoval se (DNPQ)                                                            |
| Černá             | Diskvalifikován (DSQ)                                                                   |
| Bílá              | Nestartoval (DNS)                                                                       |
| Bílá              | Závod zrušen (C)                                                                        |
| Světle modrá      | Pouze trénoval (PO)                                                                     |
| Světle modrá      | Páteční testovací jezdec (TD)                                                           |
| Bez barvy         | Netrénoval (DNP)                                                                        |
| Bez barvy         | Vyřazen (EX)                                                                            |
| Bez barvy         | Nepřijel (DNA)                                                                          |
| Bez barvy         | Odvolal účast (WD)                                                                      |
| Bez barvy         | Nezúčastnil se (prázdné)                                                                |
| Označení          | Význam                                                                                  |
| Tučnost           | Pole position                                                                           |
| Kurzíva           | Nejrychlejší kolo                                                                       |
| †                 | Jezdec nedojel do cíle, ale byl klasifikován, protože odjel více než 90 % délky závodu. |
| ‡                 | Byl udělován poloviční počet bodů, protože bylo odjeto méně než 75 % délky závodu.      |
| Horní index       | Umístění bodujících jezdců ve sprintu                                                   |

### Pořadí týmů
| Poř. | Tým                     | No. | YMC1 | YMC1 | YMC2 | YMC2 | BHR1 | BHR1 | BHR2 | BHR2 | Body |
| ---- | ----------------------- | --- | ---- | ---- | ---- | ---- | ---- | ---- | ---- | ---- | ---- |
| 1    | iSport International    | 16  | 8    | 4    | 1    | 5    | 9    | 6    | 9    | 11   | 73   |
| 1    | iSport International    | 17  | 1    | 2    | 2    | 1    | 1    | 20   | 2    | 4    | 73   |
| 2    | Arden International     | 11  | Ret  | 15   | 10   | 8    | 5    | 1    | 3    | 19   | 37   |
| 2    | Arden International     | 12  | 14   | 16   | 4    | 11   | 3    | 3    | 7    | 6    | 37   |
| 3    | DPR                     | 26  | 13   | 9    | 7    | 2    | 23   | 13   | 18   | Ret  | 36   |
| 3    | DPR                     | 27  | Ret  | Ret  | 5    | 3    | 4    | 2    | 5    | 1    | 36   |
| 4    | MalaysiaQi-Meritus.com  | 20  | 2    | 8    | 14†  | 17   | 2    | 18   | 1    | 8    | 34   |
| 4    | MalaysiaQi-Meritus.com  | 21  | Ret  | 13   | 6    | 9    | Ret  | Ret  | 11   | 5    | 34   |
| 5    | ART Grand Prix          | 7   | 11   | 12   | 3    | 7    | 10   | NC   | 10   | Ret  | 20   |
| 5    | ART Grand Prix          | 8   | 18†  | 18   | Ret  | Ret  | 13   | 4    | 6    | 2    | 20   |
| 6    | Super Nova Racing       | 14  | 3    | 10   | 17†  | 12   | 19   | 14   | 17   | 17   | 14   |
| 6    | Super Nova Racing       | 15  | 5    | 3    | 9    | Ret  | 21   | 11   | 16   | 10   | 14   |
| 7    | DAMS                    | 1   | 6    | 1    | Ret  | 14   | 14   | 9    | Ret  | 14   | 12   |
| 7    | DAMS                    | 2   | 9    | 7    | Ret  | 16   | 15   | 5    | 8    | DNS  | 12   |
| 8    | Scuderia Coloni         | 24  | 10   | 14   | 15   | 18   | 6    | Ret  | 4    | 3    | 12   |
| 8    | Scuderia Coloni         | 25  | 12   | Ret  | 11   | 21†  | 16   | Ret  | 15   | 16   | 12   |
| 9    | Ocean Racing Technology | 22  | 4    | 5    | 8    | 6    | 12   | 10   | 13   | 7    | 9    |
| 9    | Ocean Racing Technology | 23  | 17   | Ret  | Ret  | Ret  | 20   | 15   | Ret  | DNS  | 9    |
| 10   | Barwa Addax Team        | 5   | 16   | 17   | Ret  | 19   | 18   | 12   | 19†  | 15   | 5    |
| 10   | Barwa Addax Team        | 6   | Ret  | 11   | 12   | 4    | 7    | 17   | Ret  | Ret  | 5    |
| 11   | Trident Racing          | 18  | 7    | 6    | Ret  | 13   | 8    | 19   | 14   | 12   | 4    |
| 11   | Trident Racing          | 19  | Ret  | Ret  | 16   | 20   | 22   | 16   | Ret  | 18   | 4    |
| 12   | Piquet GP Rapax         | 3   | Ret  | Ret  | 13   | 10   | 17   | 7    | 12   | 9    | 0    |
| 12   | Piquet GP Rapax         | 4   | 15   | Ret  | Ret  | 15   | 11   | 8    | Ret  | 13   | 0    |
| Poř. | Tým                     | No. | YMC1 | YMC1 | YMC2 | YMC2 | BHR1 | BHR1 | BHR2 | BHR2 | Body |

| Legenda k tabulce | Legenda k tabulce                                                                       |
| Barva             | Výsledek                                                                                |
| ----------------- | --------------------------------------------------------------------------------------- |
| Zlatá             | Vítěz                                                                                   |
| Stříbrná          | 2. místo                                                                                |
| Bronzová          | 3. místo                                                                                |
| Zelená            | Bodované umístění                                                                       |
| Modrá             | Nebodované umístění                                                                     |
| Modrá             | Dokončil neklasifikován (NC)                                                            |
| Fialová           | Odstoupil (Ret)                                                                         |
| Červená           | Nekvalifikoval se (DNQ)                                                                 |
| Červená           | Nepředkvalifikoval se (DNPQ)                                                            |
| Černá             | Diskvalifikován (DSQ)                                                                   |
| Bílá              | Nestartoval (DNS)                                                                       |
| Bílá              | Závod zrušen (C)                                                                        |
| Světle modrá      | Pouze trénoval (PO)                                                                     |
| Světle modrá      | Páteční testovací jezdec (TD)                                                           |
| Bez barvy         | Netrénoval (DNP)                                                                        |
| Bez barvy         | Vyřazen (EX)                                                                            |
| Bez barvy         | Nepřijel (DNA)                                                                          |
| Bez barvy         | Odvolal účast (WD)                                                                      |
| Bez barvy         | Nezúčastnil se (prázdné)                                                                |
| Označení          | Význam                                                                                  |
| Tučnost           | Pole position                                                                           |
| Kurzíva           | Nejrychlejší kolo                                                                       |
| †                 | Jezdec nedojel do cíle, ale byl klasifikován, protože odjel více než 90 % délky závodu. |
| ‡                 | Byl udělován poloviční počet bodů, protože bylo odjeto méně než 75 % délky závodu.      |
| Horní index       | Umístění bodujících jezdců ve sprintu                                                   |